# A-403
La A-403 es una carretera autonómica andaluza, perteneciente a la Red Básica de Articulación del Catálogo de Carreteras de la Junta de Andalucía que une Alcalá la Real (Jaén) con la Autovía A-44 (Bailén - Motril), pasando por Benalúa de las Villas y Venta de Andar.
Formaba parte anteriormente, junto con la actual A-339, la actual A-308 y parte de la actual A-318 (la parte que va desde Estepa a Cabra, pasando por Lucena) de la antigua carretera autonómica A-340, que iba desde Estepa a Guadix.
Actualmente ya han comenzado las obras para construir una conexión de la A-403 con la N-432 a la altura de Alcalá la Real, de forma que los vecinos de Santa Ana y otros pequeños núcleos urbanos limítrofes, como Frailes, puedan incorporarse a la N-432 sin tener que atravesar la ciudad de Alcalá la Real. 
Dicha nueva conexión medirá de 2.8 km. Para mantener la conexión entre las localidades de Alcalá la Real y Santa Ana, así como para dar acceso al futuro polígono industrial Llano de los Mozuelos, se va a construir una glorieta con dos pasos inferiores que servirá como nudo de conexión. Todas estas actuaciones se recogen en el Plan MASCERCA para la Comarca de la Sierra Sur de Jaén. 
La intersección con la N-432 se va a realizar de forma provisional, ya que la N-432 se convertirá en la autovía A-81, que contemplará un enlace para Alcalá la Real.

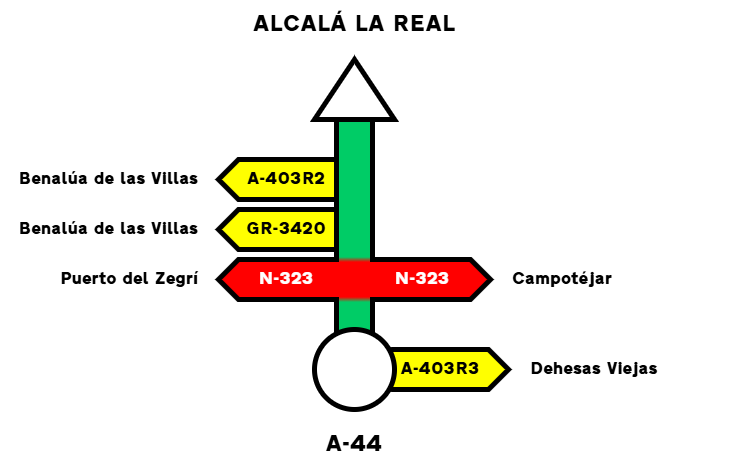
Itinerario de la A-403 en la provincia de Granada.